# Spowiedź (rozprawa Lwa Tołstoja)
Spowiedź (ros. Исповедь) – krótka rozprawa rosyjskiego pisarza Lwa Tołstoja, napisana w latach 1879-1880, stanowiąca świadectwo przemiany światopoglądowej, której autor doświadczył na przełomie lat 70. i 80. XIX wieku. 
Pierwsza próba publikacji dzieła w 5. numerze czasopisma Russkaja mysl’ z 1882 roku okazała się nieudana, ponieważ cenzura kościelna spowodowała usunięcie traktatu praktycznie z całego nakładu pisma. Tekst wydano w 1884 roku w Genewie, w Rosji pierwsza udana publikacja nastąpiła dopiero w 1906 roku, w numerze 1. pisma Wsiemirnyj wiestnik.
Tołstoj dokonuje w Spowiedzi rozrachunku ze swoim poprzednim stylem życia. Jako arystokrata rosyjski, pisarz obracał się w najwyższych kręgach władzy politycznej i wojskowej Imperium Rosyjskiego, był właścicielem chłopów w systemie pańszczyźnianym, wyznawał religię prawosławną, mającą status religii państwowej w ówczesnym czasie. Na kartach Spowiedzi kontestuje powyższe elementy swojego życia i kwestionuje dotychczasowe  osiągnięcia, poddając drobiazgowej analizie swe czyny, pobudki i dążenia. 
Tołstoj zadaje w Spowiedzi ważne pytania: „Po co żyję?”, „Jaki jest sens życia?”, „Co wyniknie z mojego życia?”. Podejmując się próby odpowiedzi, przykłada do nich wzorce znane z religii, filozofii i nauki, dochodząc do konkluzji, że nie są one w stanie udzielić rzetelnych odpowiedzi na postawione pytania. Autor przedstawia własne postrzeganie Boga, a bazując na nim, przedstawia rozstrzygnięcie podniesionych kwestii.
Spowiedź stanowiła punkt zwrotny w życiu i twórczości Tołstoja. Rozpoczęła ona ostatni etap twórczości pisarza – w większym niż do tej pory stopniu moralizatorski, edukacyjny i społecznie zaangażowany.